# 이와 사
이(理)는 이치(理致: 사물의 정당한 조리, 영어: reason, logic)를 뜻하는데 현상의 사물(事物: 일과 물건, 세계의 구체적 · 개별적 존재, 영어: thing, object, matter)을 뜻하는 사(事)에 상대되는 말로, 보통 둘을 함께 묶어서 이사(理事) 또는 사리(事理)라고 한다.
불교 문헌에서, 사(事)와 이(理)는 대개 다음의 뜻으로 해석되고 있다.
- 사(事)는 상대 차별한 현상을, 이(理)는 절대 평등한 본체를 가리킨다.[5][6][7][8]
- 사(事)는 현상계를, 이(理)는 그 현상계의 본질을 가리킨다.[9][10]
- 사(事)는 모든 현상을, 이(理)는 참된 실재를 가리킨다.[11]
- 사(事)는 차별 현상을, 이(理)는 깨달음의 진리를 가리킨다.[8]
- 사(事)와 이(理)를 합한 사리(事理) 또는 이사(理事)를 '진실' 또는 '현상계[事]와 그 본질[理]의 진리'라고 해석하기도 한다.[10][11]

번뇌의 분류와 관련하여, 이(理)에 미혹한 번뇌인 이지적인 번뇌(理智的인 煩惱: 이성 즉 견해에 관련된 번뇌)를 미리혹(迷理惑) 또는 견혹(見惑)이라 하고, 사(事)에  미혹한 번뇌인 정의적인 번뇌(情意的인 煩惱: 마음에 관련된 번뇌)를 미사혹(迷事惑) · 수혹(修惑) 또는 사혹(思惑)이라 한다.
정의적인 번뇌인 미사혹이 이지적인 번뇌인 미리혹보다 더 끈질기고 끊기 어렵다. 대승불교, 특히 유식유가행파에서는 이들 위에 진여의 본성 즉 법성에 미혹한, 진여의 무분별지(無分別智) 즉 근본지(根本智)를 장애하는 측면에서의 지적(知的/智的)인 번뇌를 다시 세워서 소지장(所知障) 또는 지장(智障)이라 하고, 소지장의 근본이 되는 무명을 근본무명(根本無明)이라 한다.
사(事)와 이(理)와 관련하여, 치(癡), 즉 무명(無明)은 현상계[事]와 그 본질[理]의 '진리'를 알지 못하는 마음작용으로 정의되기도 하며, 이 때의 '진리'는 연기 · 무아 · 중도 등을 말한다. 또는, '진실'을 바르게 알지 못하는 마음작용으로 정의되기도 하며, 3계(三界)를 알지 못하는[無知] 마음작용으로 정의되기도 하며, 또한, 인과의 도리와 4성제와 3보를 알지 못하는 마음작용으로 정의되기도 한다.
이에 대해, 무치(無癡), 즉 지혜[慧]는 온갖 현상[事]과 본체[理]에 미혹하지 않은 마음작용으로 정의되기도 하며, 모든 본체[理]와 현상[事]을 명료하게 아는[明解] 마음작용으로 정의되기도 하며, 참된 실재나 온갖 현상에 대하여 분명하게 잘 이해하고 있는 마음작용으로 정의되기도 하며, 또는 진실을 바르게 아는 마음작용으로 정의되기도 한다.

## 같이 보기
- 반야(지혜) · 보리 · 구경각
- 번뇌의 분류
  - 미리혹과 미사혹
  - 견혹과 수혹
  - 견소단과 수소단
  - 분별기와 구생기
  - 2장: 번뇌장과 소지장
  - 4번뇌
- 개별 번뇌
  - 무명(치)
  - 5견과 부정지
- 이기론 & 성리학

## 참고 문헌
- 곽철환 (2003). 《시공 불교사전》. 시공사 / 네이버 지식백과. |title=에 외부 링크가 있음 (도움말)
- 무착 지음, 현장 한역, 이한정 번역 (K.572, T.1605). 《대승아비달마집론》. 한글대장경 검색시스템 - 전자불전연구소 / 동국역경원. K.572(16-157), T.1605(31-663). |title=에 외부 링크가 있음 (도움말)
- 세친 지음, 현장 한역, 송성수 번역 (K.618, T.1612). 《대승오온론》. 한글대장경 검색시스템 - 전자불전연구소 / 동국역경원. K.618(17-637), T.1612(31-848). |title=에 외부 링크가 있음 (도움말)
- 안혜 지음, 현장 한역, 이한정 번역 (K.576, T.1605). 《대승아비달마잡집론》. 한글대장경 검색시스템 - 전자불전연구소 / 동국역경원. K.576(16-228), T.1606(31-694). |title=에 외부 링크가 있음 (도움말)
- 안혜 지음, 지바하라 한역, 조환기 번역 (K.619, T.1613). 《대승광오온론》. 한글대장경 검색시스템 - 전자불전연구소 / 동국역경원. K.619(17-641), T.1613(31-850). |title=에 외부 링크가 있음 (도움말)
- 운허.  동국역경원 편집, 편집. 《불교 사전》. |title=에 외부 링크가 있음 (도움말)
- 호법 등 지음, 현장 한역, 김묘주 번역 (K.614, T.1585). 《성유식론》. 한글대장경 검색시스템 - 전자불전연구소 / 동국역경원. K.614(17-510), T.1585(31-1). |title=에 외부 링크가 있음 (도움말)
- 황욱 (1999). 《무착[Asaṅga]의 유식학설 연구》. 동국대학원 불교학과 박사학위논문.
- (중국어) 무착 조, 현장 한역 (T.1605). 《대승아비달마집론(大乘阿毘達磨集論)》. 대정신수대장경. T31, No. 1605, CBETA. |title=에 외부 링크가 있음 (도움말)
- (중국어) 星雲. 《佛光大辭典(불광대사전)》 3판. |title=에 외부 링크가 있음 (도움말)
- (중국어) 세친 조, 현장 한역 (T.1612). 《대승오온론(大乘五蘊論)》. 대정신수대장경. T31, No. 1612, CBETA. |title=에 외부 링크가 있음 (도움말)
- (중국어) 안혜 조, 현장 한역 (T.1606). 《대승아비달마잡집론(大乘阿毘達磨雜集論)》. 대정신수대장경. T31, No. 1606, CBETA. |title=에 외부 링크가 있음 (도움말)
- (중국어) 안혜 조, 지바하라 한역 (T.1613). 《대승광오온론(大乘廣五蘊論)》. 대정신수대장경. T31, No. 1613, CBETA. |title=에 외부 링크가 있음 (도움말)
- (중국어) 호법 등 지음, 현장 한역 (T.1585). 《성유식론(成唯識論)》. 대정신수대장경. T31, No. 1585, CBETA. |title=에 외부 링크가 있음 (도움말)